# Michael Langer
Michael Langer (ur. 6 stycznia 1985 w Bregencji) – piłkarz austriacki grający na pozycji bramkarza w niemieckim klubie FC Schalke 04. Mierzący 193 cm wzrostu.

## Kariera klubowa
Langer jest wychowankiem klubu FC Hard. Grał tam do 2003 roku i wtedy to przeszedł do amatorskiej Viktorii 62 Bregenz. Występował w niej przez sezon w Vorarlberglidze i wywalczył mistrzostwo tych rozgrywek. Latem 2004 roku trafił do VfB Stuttgart, gdzie przez dwa sezony grał w rezerwach w Regionallidze Nord. W sezonie 2006/2007 został włączony do kadry pierwszego zespołu przez trenera Armina Veha i stał się trzecim bramkarzem klubu po Timo Hildebrandzie i Dirku Heinenie. W Bundeslidze zadebiutował 10 marca 2007 roku w zremisowanym 0:0 spotkaniu z VfL Wolfsburg, gdy zastąpił w składzie kontuzjowanego wówczas Hildebranda. Był to jego jedyny mecz w sezonie 2006/2007. Miał więc niewielki udział w wywalczeniu przez VfB mistrzostwa Niemiec. Latem 2007 po odejściu Hildebranda i Heinena oraz przyjściu Raphaela Schäfera Michael stał się drugim bramkarzem Stuttgartu.
W styczniu 2008 roku Langer odszedł do zespołu SC Freiburg z 2. Bundesligi. W 2009 roku awansował z nim do Bundesligi. We Freiburgu spędził 2,5 roku. W tym czasie rozegrał tam 14 ligowych spotkań. Latem 2010 roku podpisał kontrakt z drugoligowym klubem FSV Frankfurt. W latach 2012–2014 grał w SV Sandhausen. W 2014 przeszedł do Vålerenga Fotball, a w 2016 do Tampa Bay Rowdies. W 2017 roku Langer dołączył do Schalke 04. 13 lat po swoim pierwszym występie w Bundeslidze dla Stuttgartu 10 marca 2007 roku, 6 grudnia 2020 roku zaliczył swój drugi występ w Bundeslidze przeciwko Leverkusen.
| Sezon     | Klub              | Kraj              | Rozgrywki         | Mecze | Bramki |
| --------- | ----------------- | ----------------- | ----------------- | ----- | ------ |
| 2004/05   | VfB Stuttgart II  | Niemcy            | Regionalliga Nord | 5     | 0      |
| 2005/06   | VfB Stuttgart II  | Niemcy            | Regionalliga Nord | 20    | 0      |
| 2006/07   | VfB Stuttgart II  | Niemcy            | Regionalliga Nord | 2     | 0      |
| 2006/07   | VfB Stuttgart     | Niemcy            | Bundesliga        | 1     | 0      |
| 2007/08   | VfB Stuttgart     | Niemcy            | Bundesliga        | 0     | 0      |
| 2007/08   | SC Freiburg       | Niemcy            | 2. Bundesliga     | 13    | 0      |
| 2008/09   | SC Freiburg       | Niemcy            | 2. Bundesliga     | 1     | 0      |
| 2009/10   | SC Freiburg       | Niemcy            | Bundesliga        | 0     | 0      |
| 2010/11   | FSV Frankfurt     | Niemcy            | 2. Bundesliga     | 5     | 0      |
| 2011/12   | FSV Frankfurt     | Niemcy            | 2. Bundesliga     | 0     | 0      |
| 2012/13   | SV Sandhausen     | Niemcy            | 2. Bundesliga     | 8     | 0      |
| 2013/14   | SV Sandhausen     | Niemcy            | 2. Bundesliga     | 0     | 0      |
| 2014      | Vålerenga Fotball | Norwegia          | Tippeligaen       | 28    | 0      |
| 2015      | Vålerenga Fotball | Norwegia          | Tippeligaen       | 14    | 0      |
| 2016      | Tampa Bay Rowdies | Stany Zjednoczone | NASL              | 0\| 0 |        |
| 2016/2017 | IFK Norrköping    | Szwecja           | Allsvenskan       | 13    | 0      |
| 2017/2018 | IFK Norrköping    | Szwecja           | Allsvenskan       | 15    | 0      |
| 2018/19   | FC Schalke 04     | Niemcy            | Bundesliga        | 0     | 0      |
| 2019/20   | FC Schalke 04     | Niemcy            | Bundesliga        | 0     | 0      |
| 2020/21   | FC Schalke 04     | Niemcy            | Bundesliga        | 3     | 0      |
| 2021/22   | FC Schalke 04     | Niemcy            | 2. Bundesliga     | 2     | 0      |
| 2022/23   | FC Schalke 04     | Niemcy            | 2. Bundesliga     | 0     | 0      |

## Kariera reprezentacyjna
W 2006 roku Langer rozegrał 2 spotkania w reprezentacji Austrii U-21.